# Euchirella splendens
Euchirella splendens är en kräftdjursart som beskrevs av Vervoort 1963. Euchirella splendens ingår i släktet Euchirella och familjen Aetideidae. Inga underarter finns listade i Catalogue of Life.